# Celama fortulalis
Celama fortulalis är en fjärilsart som beskrevs av Van Eecke. Celama fortulalis ingår i släktet Celama och familjen trågspinnare. Inga underarter finns listade i Catalogue of Life.